# مؤسسة جينوم
جينوم أو مركز جينوم للتقنية الحيوية والهندسة الوراثية هي مؤسسة سعودية تهدف للحد من انتشار وتأثير الأمراض الوراثية المحليِّة في السعودية. عبر تقديم فحوصات جينية متقدمة للكشف عن جميع الأمراض الوراثية المعروفة وبالتحديد الأمراض المنتشرة. ومن ثم كشف خارطة الأمراض الوراثية وتأسيس قاعدة بيانات جينية. وبالتعاون مع مختبرات رائدة إقليمياً وعالمياً.

## الخدمات
تقدم جينوم أكثر من 3 آلاف فحص للأمراض الوراثية مثل: الفحوصات الجينية التشخيصية لمساعدة الطبيب على الوصول للتشخيص الدقيق والحاسم للمرض وفي وقت قصير، فحوصات متعلّقة بالنساء الحوامل للتأكد من سلامة الجنين قبل ولادته، فحوصات ما قبل الزواج (إذا كان الزوجين أقارب)، والفحوصات الخاصة والمتعلقة كأمراض ضمور العضلات والتخلف العقلي بأنواعه والتوحد وتأخر النمو وبعض الاضطرابات السلوكية، و أمراض الكبد والكلى وايضًا أمراض التمثيل الغذائي.
- فحوصات المقبلين على الزواج[4]
- فحوصات الحوامل
- فحوصات الأطفال[4]
- الفحوصات الجينية والأمراض الوراثية:[4] يشمل الفحص الكشفَ عن أكثر من 18 مرضاً وراثياً.[6][7]
- فحوصات أمراض الدم

## التاريخ
تأسست جينوم عقب وفاة 5 أشخاص من محافظة الأحساء نتيجة أمراض وراثية مُنتشرة فيها في 2015م. علاوةً على كون هذه الأمراض الوراثية مُنتشرة، فقد كانت أيضاً مُكلفة من ناحية الكشف عنها والعلاج. وللحد من خطورة الأمراض الوراثية وانتشارها في المُجتمع تأسست جينوم عام 2016م.

## الرؤية
- خلق جيل واعي ومطلع ومتمكن من التعامل مع الأمراض الوراثية وكيفية رصدها واكتشافها لتفادي حدوثها وتكرارها.
- توفير المعلومات الضرورية التي تساعد الأفراد والعائلات على اتخاذ قرارات حياتهم ومستقبلهم الزوجية.[9]

## وصلات خارجية
- مشروع وطني للحد من الأمراض الوراثية - تقرير حسين الحميدان
- لقاء مع أخصائيَّة جينوم عقيلة السنان
- نُبذة عن جينوم في ديوانية الشايب.